# 美國社會問題
美國創造了歷史上最龐大的經濟體之一，不過是用一種與其他已開發國家不同的方式來達成的。造成這種結果的社會與政治原因有：自利的價值觀、保守的選民、分贓制度的影響與聯邦體制。有些社會活动家認為美國的社會經濟問題有：不公平的教育制度、貧窮、高犯罪率與高服刑率、缺乏健康照護管道。有些人認為過去的種族歧視與種族隔離，在今天也是一個主要的問題。

## 不公平的教育資金分配制度
美國的教育制度是9到12年的義務教育，年份依照每個州的規定而不同。大部分的學生在畢業的時候是介於17歲到18歲之間，不過有許多州准許學生自願撤銷學籍。這項行為就是大家所稱的「退學」。這些學生無法完成畢業所需的要求，並因此產生了社會問題。
雖然有些教育的基金是來自於聯邦政府，但是幾乎絕大部分的教育基金是來自於州政府、地方政府和各個校區。一個州的主要教育制度是由州政府管轄，而州政府則會授權給地方政府去負責。雖然聯邦政府的教育部掌控有一些權力，大部分的權力還是掌握在州政府手中。

## 犯罪與服刑
居高不下的犯罪率是美国主要的社会问题之一。美国的犯罪种类繁多，例如盗窃、抢劫、偷取汽车、入室打劫、强奸、轮奸、诱拐、猥亵、蓄意伤人、谋杀、恐吓、贩毒、袭警、飙车、打斗、帮派活动和纵火等等。